# Madumulyorejo
Madumulyorejo is een bestuurslaag in het regentschap Gresik van de provincie Oost-Java, Indonesië. Madumulyorejo telt 1868 inwoners (volkstelling 2010).